# Mezzoforte (együttes)
A Mezzoforte egy 1977-ben alakult izlandi instrumentális jazz-funk/fúziós jazz együttes.

## Története
A zenekar a "Steinar Records" nevű független lemezkiadóhoz szerződött le. Ismertebb számuknak a "Garden Party" számít, amely a felkerült a brit slágerlistára is. Nevüket a mezzo forte zenei kifejezésről kapták. Több rádió és tévéműsor is felhasználta az együttes dalait.

## Tagjai
A zenekarban több zenész is megfordult. Eredeti felállás a következő volt:
- Eybór Gunnarsson – billentyűk
- Jóhann Ásmundsson – basszusgitár
- Gunnlaugur Briem–Gulli Briem – dob
- Fridrik Karlsson – gitár

## További tagok
- Bruno Müller – gitár (2005–)
- Sebastian Studnitzky – trombita, billentyűk (2005–)
- Thomas Dyani – ütős hangszerek (2004–)
- Jonas Wall – szaxofon (2013–)
- Ari Bragi Karason – trombita
- Staffan William–Olsson – gitár (2003–2004)
- Joel Palsson – szaxofon (2003)
- Gudmundur Pétursson – gitár (2003)
- Óskar Gudjónsson – szaxofon (1996–2003, 2005–2013)
- Kåre Kalve – szaxofon (1991–1994)
- Björn Thorarensen – szintetizátor (1980–1982)
- Kristinn Svavarsson – szaxofon (1982–1985)
- David O'Higgins – szaxofon (1985–1989, 2002–2004)
- Jeroen de Rijk – ütős hangszerek (1984–1986)

## Diszkográfia
- Mezzoforte (1979)
- Í Hakanum/Octopus (1980)
- Surprise Surprise (1982)
- Sprellifandi – Live at the Dominion (1983)
- Observation (1984)
- Rising (1984)
- No Limits (1986)
- Playing for Time (1989)
- Daybreak (1993)
- Monkey Fields (1996)
- Forward Motion (2004)
- Live in Reykjavík (2007)
- Volcanic (2010)
- Islands (2012)

## Válogatáslemezek
- Catching Up with Mezzoforte – Early Recordings (1983)
- The Saga So Far (1985)
- Fortissimos (1991)
- Garden Party Time (1999)
- The Very Best of (2000)
- Anniversary Edition (2007)